# Açıkyazı, Ardahan
Açıkyazı là một xã thuộc thành phố Ardahan, tỉnh Ardahan, Thổ Nhĩ Kỳ. Dân số thời điểm năm 2010 là 120 người.